# Gonodontodes jamaicensis
Gonodontodes jamaicensis är en fjärilsart som beskrevs av Embrik Strand 1917. Gonodontodes jamaicensis ingår i släktet Gonodontodes och familjen nattflyn. Inga underarter finns listade i Catalogue of Life.